# Heliconius margarita
Heliconius margarita är en fjärilsart som beskrevs av Riffarth 1900. Heliconius margarita ingår i släktet Heliconius och familjen praktfjärilar. Inga underarter finns listade i Catalogue of Life.